# Plamen Goranov
Plamen Goranov (en búlgaro: Пламен Горанов) (20 de octubre de 1976–3 de marzo de 2013) fue un fotógrafo búlgaro, alpinista y activista contra la corrupción y la mafia que se inmoló, prendiéndose fuego el 20 de febrero de 2013 durante las protestas del invierno de 2013, después de levantar la voz contra el Grupo TIM y el alcalde de la ciudad, Kiril Yordanov. Este mismo día, el gabinete Borisov presentó su dimisión.
Nacido en 1976 Plamen se graduó en la Escuela de Económicas de Varna y a continuación estudió en la Academia de Ciencias Económicas de Svishtov.  Tenía una empresa de aislamiento de edificios.
Indignado y dolido por el estado en el que se encuentra su ciudad, Varna, a consecuencia de las actuaciones de TIM y la administración local y estatal, el sistema judicial y policial, intentó promover varias actividades en defensa de su ciudad.
Fundada en los años 90 por exmilitares, TIM es el holding más poderoso de Bulgaria con intereses en la industria petroquímica, el transporte marítimo y aéreo, sector asegurador, medios de comunicación, comercio, turismo y alimentación. Tiene participaciones en la compañía aérea Bulgaria Air, posee seis canales de televisión, el periódico más grande de Varna y Himimport, que comercia con petróleo, fertilizantes, productos químicos y cereales. Según un informe de la embajada americana en Bulgaria filtrado por WikiLeaks, TIM está involucrada en un amplio espectro de actividades criminales, incluidos extorsión, intimidación, prostitución, tráfico de droga, robo y tráfico de coches.
Días antes de inmolarse Plamen Goranov, en una de las protestas espontáneas contra los monopolios provocadas por la subida de los precios de la electricidad, habló ante la multitud contra TIM y el alcalde, señalándolos como el mayor problema de Varna. En un principio Plamen tenía la esperanza de que las protestas multitudinarias contra los monopolios y la mafia podrían promover un cambio real, pero viendo la dispersión de las protestas e intentando llamar la atención hacía el origen del problema, se decidió a un acto radical. El 20 de febrero a las 7:30 se presenta delante del ayuntamiento de Varna con una pancarta, exigiendo la dimisión del consejo municipal y del alcalde («la marioneta de TIM» como le había llamado en varias ocasiones) antes de las 17:30. Lleva consigo dos garrafas con gasolina y vierte sobre sí mismo parte de una. Minutos más tarde empieza a arder en llamas. Testigos hablan de que segundos antes del accidente se había producido un altercado con las guardias. Aunque haya varias cámaras de video vigilancia en la zona y las cintas hayan sido  recogidas para ser examinadas por la policía, a día de hoy sigue sin esclarecerse que ocurrió exactamente. Plamen dijo varias veces a los médicos que le atendieron que su intención no era suicidarse.
Más de 300 personas de todo el país donaron sangre para él, pero con quemaduras en más del 85 % de su cuerpo, Plamen Goranov falleció el 3 de marzo en el Hospital Naval de Varna.
Todavía no han sido aclaradas las circunstancias de su muerte - la fecha de la finalización de la investigación ha sido aplazada ya varias veces, la última, sin fijarse una fecha nueva concreta. Según los amigos más cercanos de Plamen el desenlace fatal se produjo debido a un error en su plan inicial para exigir la dimisión a los corruptos gobernantes de Varna.
La situación actual en Varna y en Bulgaria hace sospechar que nunca se sabrá la verdad sobre lo que ocurrió el 20 de febrero de 2013 delante del ayuntamiento de Varna y si se pudo evitar. A día de hoy se han hecho muchos intentos para esconder los motivos de Plamen Goranov y marginarle. Después de la inmolación, su pancarta fue escondida por un empleado del ayuntamiento, pero ante la indignación popular fue entregada a la policía.
Debido a su carácter vital, altruista, honesto y desinteresado, Plamen se convirtió en el símbolo de la protesta. Con motivo de su muerte el 6 de marzo fue declarado día de luto nacional.
El 5 de marzo de 2013 los ciudadanos de Varna comenzaron a erguir un montón de piedras frente de la entrada principal del ayuntamiento de Varna para recordar a los políticos locales el daño causado. Las autoridades municipales trataron de eliminarlo sin éxito.
Después de la muerte de Plamen Goranov, el alcalde Kiril Yordanov ha estado bajo una intensa presión pública, lo que le llevó a presentar su renuncia.
Plamen Goranov fue la segunda persona que se inmoló durante las protestas que estallaron en 2013. El 18 de febrero de 2013 Trajan Marechkov de 26 años se prendió fuego en una de las calles principales de Veliko Tarnovo dejando una nota de suicidio con las palabras «Doy mi vida por el pueblo, mi familia y Bulgaria, con la esperanza de que el gobierno mejore la vida de las personas». Después de Plamen Goranov en el transcurso de varias semanas en Bulgaria cinco personas más se han inmolado, prendiéndose fuego.